# Solskifte

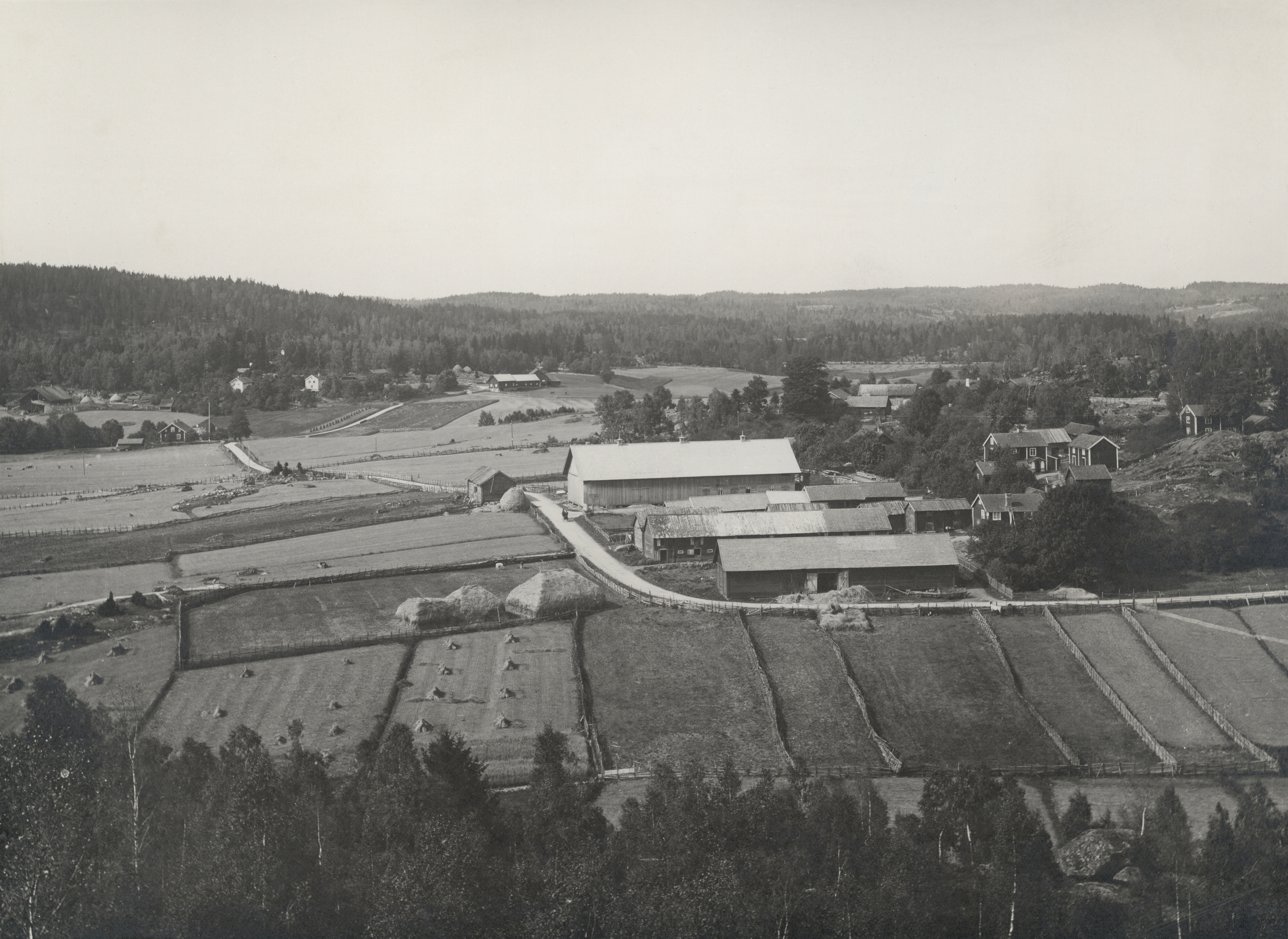
Väsby, en oskiftad by i Östergötland, 1898.

Solskifte är en variant av tegskifte och var ett medeltida system för fördelning av mark. 

## Beskrivning
Solskiftet innebar utläggning av en bytomt då rektangulära gårdstomter lades ut till enkel eller dubbel radby. Bredden på gårdstomten bestämdes av gårdens storlek eller andel i byn. Den gård som låg först hade alltid den första tegen på åkern i samma relativa läge som gårdstomten i byn, varav namnet solskifte. Den gård vars tomt låg längst till söder fick alltså också sina tegar i söder i varje teglag. Solskiftet avsåg både odlad mark och nyindelning av tidigare samfälld mark för åker och äng.

## Förekomst
Detta tegskifte var allmänt känt i östra Mellansverige där åkertegarnas bredd och ordningsföljd följde en beslutad mall. Upplandslagen föreskriver solskifte och i Magnus Erikssons landslag fastställs det för hela Sverige, fast det i praktiken aldrig kom att spridas utanför Mellansverige.